# Klaus Krickeberg

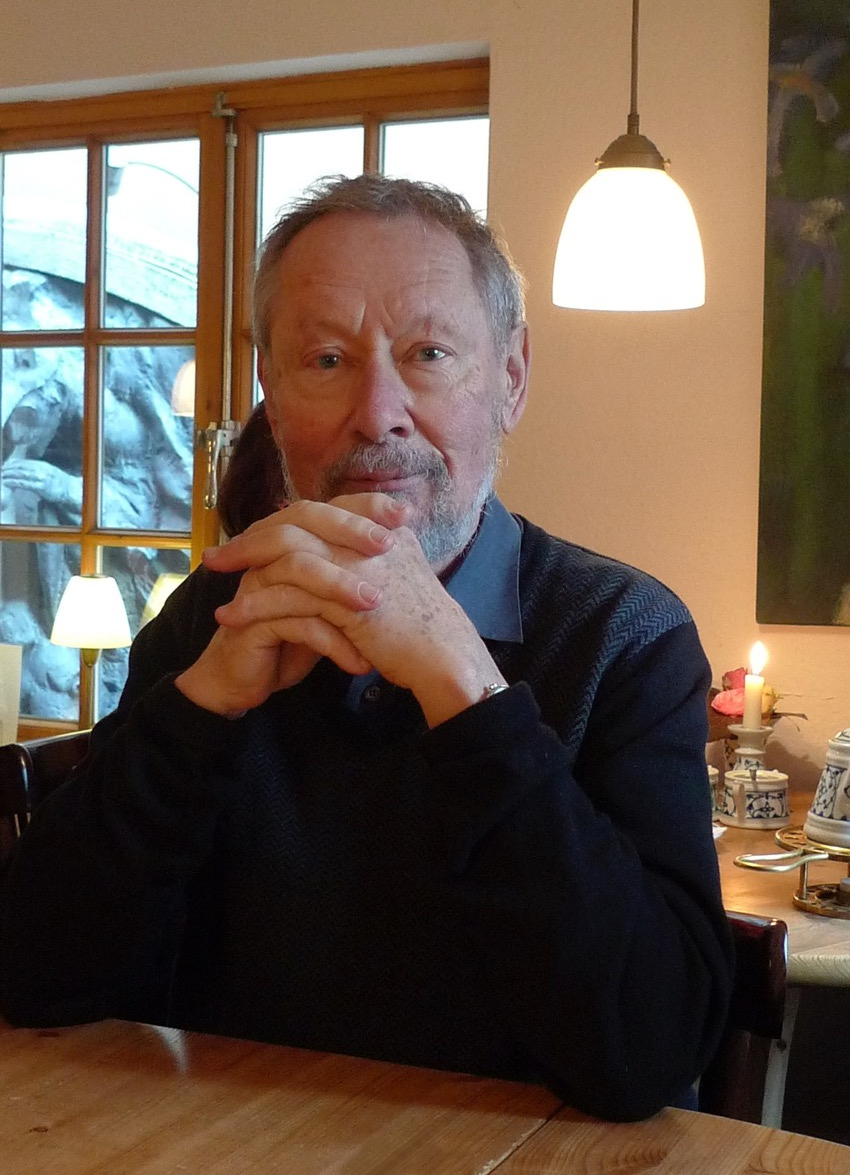
Klaus Krickeberg, 2012

Klaus Krickeberg (nacido el 1 de marzo de 1929 en Ludwigslust) es un matemático especializado en estocástica y científico en el campo de la salud pública. Tiene nacionalidad alemana y francesa.

## Vida y trabajo

### Origen y juventud
Klaus Krickeberg es nieto del escritor y actor Karl Krickeberg. Desde 1938 hasta graduarse de la escuela secundaria en 1946, asistió al Gimnasio Francés de Berlín.

### Matemáticas
A partir de 1946 estudió matemáticas y física en la Universidad Humboldt de Berlín y en 1952 se doctoró con Kurt Schröder, con su artículo "Sobre los teoremas integrales de Gauss y Stokes" (en alemán: Über den Gaußschen und den Stokesschen Integralsatz). Mientras aún estudiaba, se convirtió en asistente de investigación en la Academia de Ciencias de la RDA, asistente en el Instituto de Matemáticas de la Universidad Humboldt y profesor de 1952 a 1953. En 1954 completó su habilitación en Würzburg. Fue investigador asociado en la Universidad de Illinois de 1955 a 1956, donde trabajó con Joseph Doob, y en la Universidad de Wisconsin de 1956 a 1957. En 1958 se convirtió en profesor titular en la Universidad de Heidelberg, en 1971 fue profesor en la Universidad de Bielefeld y desde 1974 hasta su jubilación en 1998, profesor de clase excepcional en la Universidad de París V. En el medio hubo cátedras invitadas en la Universidad de Aarhus 1964-1965, en la Universidad de Columbia 1970-1971, en la Universidad de La Habana, en la Universidad Católica de Valparaíso y en la Universidad de Buenos Aires. Mientras trabajaba en París, estudió lengua y civilización vietnamita en la Universidad de París VII y aprobó el examen License de Vietnamien en 1988.
La investigación matemática de Krickeberg estuvo muy influenciada por su profesor en la Universidad Humboldt, Erhard Schmidt, para quien la geometría era algo visual incluso en espacios de dimensiones infinitas. En su disertación introdujo las variedades de Lipschitz en casi todas partes, combinando teoría de la medida y geometría. Esta combinación aparece nuevamente en su obra posterior, donde caracteriza los diversos conceptos de función de varias variables de varianza limitada utilizando el concepto de distribución en el sentido de Laurent Schwartz. Otros temas de investigación relacionados incluyeron geometría estocástica y estadística geométrica.
El trabajo sobre martingalas que comenzó antes de su estancia en la Universidad de Illinois desembocó en trabajos allí en los que se demostró la llamada descomposición de Krickeberg .  En una serie de trabajos posteriores, Krickeberg llevó hasta cierto punto la teoría de las martingalas. La última parte de su investigación matemática trata temas relacionados con procesos puntuales llamados procesos estocásticos. En particular, avanzó en el análisis estadístico de procesos lineales y, más en general, de procesos hiperplanos. 
Krickeberg escribió tres libros de texto de matemáticas. Fue consultor de estadística para Springer-Verlag New York, cofundador y coeditor de su serie de libros Statistics for Biology and Health,  y de 1971 a 1985 editor en jefe del Journal of Probability Theory. y Áreas Afines.  En 1969 fundó en Heidelberg el centro de investigación sobre modelos matemáticos estocásticos.

### Servicio de salud pública
La transición de Krickeberg de las matemáticas a la salud pública se produjo gradualmente en la década de 1980, estimulada por muchas solicitudes de métodos matemáticos. Por tanto, su trabajo allí está influenciado matemáticamente. Incluyó consultas en Laos en 1983 y 1984 y en Phnom Penh, 1986, 1987 y 1994. Sobre todo, desde 1981 trabajó en instituciones vietnamitas, en las oficinas de UNICEF y GTZ en Hanoi y en el marco de la cooperación franco-vietnamita. Su trabajo científico durante este tiempo se centró particularmente en los sistemas de información sanitaria. 
En 2006, lanzó un programa destinado a mejorar la salud pública en Vietnam mediante la reforma de la educación a nivel universitario. Se creó una serie de libros, Textos básicos en salud pública, para profesores del campo, en la que ellos mismos trabajaron.

### Membresías y tareas en instituciones científicas
- En 1968 se convirtió en miembro (Fellow) del Instituto de Estadística Matemática.
- Elegido miembro del Instituto Internacional de Estadística (ISI) en 1971, miembro de su Consejo entre 1985 y 1989 y presidente de su Comité para el Desarrollo de las Estadísticas en los Países en Desarrollo entre 1987 y 1991.
- Presidente de la Sociedad Bernoulli de Estadística Matemática y Probabilidad (BS) 1977-1979, presidente del comité de programa del primer Congreso Mundial de BS en Tashkent 1986.
- Colaboración en matemáticas y estadística en la fundación de la Universidad de Chipre 1991-2000.
- Presidente de la comisión fundadora de matemáticas de la Universidad de Oldenburg durante su trabajo en Bielefeld.
- Miembro de la Leopoldina
- Miembro de TWAS (Academia Mundial para el Avance de la Ciencia en los Países en Desarrollo)